# Marconi Express
Il Marconi Express, conosciuto anche come people mover di Bologna e abbreviato in MEX, è il sistema di trasporto ettometrico di tipo people mover che collega l'aeroporto di Bologna-Borgo Panigale con la stazione di Bologna Centrale, con una fermata intermedia al plesso universitario del Lazzaretto (con funzione di deposito e centro di controllo).

## Storia
Nel primo progetto del 2005, elaborato per il Comune di Bologna dall’architetto Fernando De Simone, il tracciato prevedeva il collegamento fra: Aeroporto Marconi, Stazione Centrale, Fiera e Centro Agro Alimentare CAAB/Fico; la monorotaia sopraelevata era collocata di fianco ai binari ferroviari, non erano previsti pannelli fotovoltaici ed il ponte sull’autostrada era trasparente.
Nel 2006 la Regione Emilia-Romagna, la Provincia di Bologna e il Comune di Bologna stipularono un accordo quadro per realizzare un collegamento veloce tra l'aeroporto e la stazione centrale di Bologna.
Nel 2009 la gara d'appalto per la realizzazione dell'opera venne aggiudicata al Consorzio Cooperative Costruzioni (CCC) di Bologna, che costituì insieme ad ATC (poi confluita in Tper) la società Marconi Express spa (75% CCC, ora Consorzio Integra; 25% Tper) per la gestione del people mover. Nel 2012 l'amministrazione comunale approvò il progetto esecutivo da concretizzare tramite finanza di progetto.
La progettazione coordinata dell’infrastruttura è stata realizzata dalle società di ingegneria MATE Engineering e STS di Bologna, mentre il progetto architettonico è di Massimo Iosa Ghini.

### Entrata in funzione
I lavori di costruzione del sistema, iniziati il 31 ottobre 2015, sono terminati, come previsto dal cronoprogramma, nell'ottobre 2018. 
Il difficile inquadramento normativo (è la prima monorotaia a guida vincolata in Italia completamente automatizzata) ha allungato i tempi per l’approvazione del Regolamento di esercizio, l’ottenimento della certificazione di agibilità e il completamento della fase di pre-esercizio, su cui ha avuto impatto anche la pandemia da Covid-19. Conclusa la fase di pre-esercizio, il 20 settembre 2020 Marconi Express ha ricevuto dal Comune di Bologna l’autorizzazione all’apertura del servizio al pubblico, che ha fatto seguito al Nulla osta all’esercizio da parte di Ministero delle infrastrutture e dei trasporti e Ufficio speciale trasporti a impianti fissi. Per queste ragioni sono slittate le aperture annunciate prima a marzo 2019, poi a giugno 2019 e infine per il 7 marzo 2020. 
L'opera è entrata definitivamente in funzione il 18 novembre 2020.

## Percorso
|  |  | Unknown route-map component "uhKBHFa" |

|  |  | Unknown route-map component "uhSKRZ-G4" |

|  | Unknown route-map component "tCONTg" | Unknown route-map component "uhKRZWe" |

|  |  | Unknown route-map component "tABZg+l" | Waterway under railway bridge | Unknown route-map component "CONTfq" |

|  | Continuation backward | Unknown route-map component "tSTR" | Unknown route-map component "uhHST_AUSW" |  |

|  | Unknown route-map component "ABZg+l" | Unknown route-map component "tKRZ" | Unknown route-map component "umhKRZ" | Unknown route-map component "CONTfq" |

|  | Unknown route-map component "hKRZWae" | Unknown route-map component "tKRZW" | Unknown route-map component "uhKRZWe" |  |

|  | Station on track | Unknown route-map component "tBHF" | Urban End station |  |

| Unknown route-map component "CONTgq" | Unknown route-map component "ABZgr" | Unknown route-map component "tSTR" |  |  |

|  | Continuation forward | Unknown route-map component "tCONTf" |  |  |

L'infrastruttura è costituita da una monorotaia sopraelevata, sorretta da 125 piloni pre-realizzati in calcestruzzo alti da 5,20 a 18 metri, distanziati di 35-40 metri.

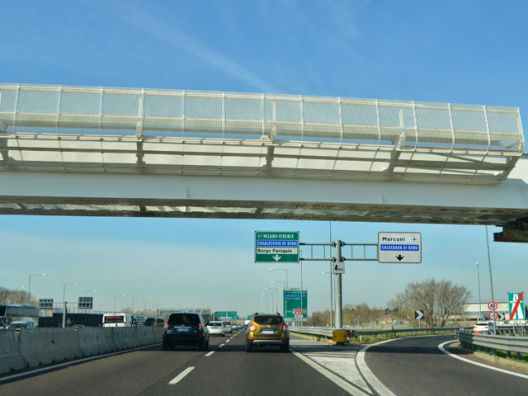
Ponte del Marconi Express sulla tangenziale (marzo 2017)

La monorotaia sovrappassa l'autostrada A14 e la tangenziale di Bologna con un ponte dotato di una campata unica di 90-100 metri; sovrappassa inoltre il fiume Reno e la ferrovia Bologna-Padova tradizionale, mentre sottopassa la bretella ferroviaria di interconnessione della ferrovia Bologna-Padova con la stazione sotterranea ad alta velocità di Bologna.
Il percorso parte dalla stazione di Bologna Centrale, dove ha inizio presso gli ex binari 12-15, in prossimità di via dei Carracci; dopo circa 5,095 km giunge al capolinea opposto, nell'area Arrivi dell'Aeroporto di Bologna-Borgo Panigale. Il tempo di collegamento tra i due capolinea è di circa 7 minuti e 20 secondi, mentre il tempo di percorrenza dell'autobus-navetta Aerobus era di 18-23 minuti.
Nella stazione intermedia di Lazzaretto avviene l'incrocio delle vetture. La stazione Lazzaretto funge inoltre da deposito-officina e da posto di comando centralizzato.
Contrariamente agli altri people mover italiani, che sono impianti a fune (funicolare orizzontale), il Marconi Express è a trazione elettrica a 750 V in corrente continua (convertitori forniti dalla multinazionale ABB), ovvero la stessa tensione elettrica della rete filoviaria.

### Stazioni

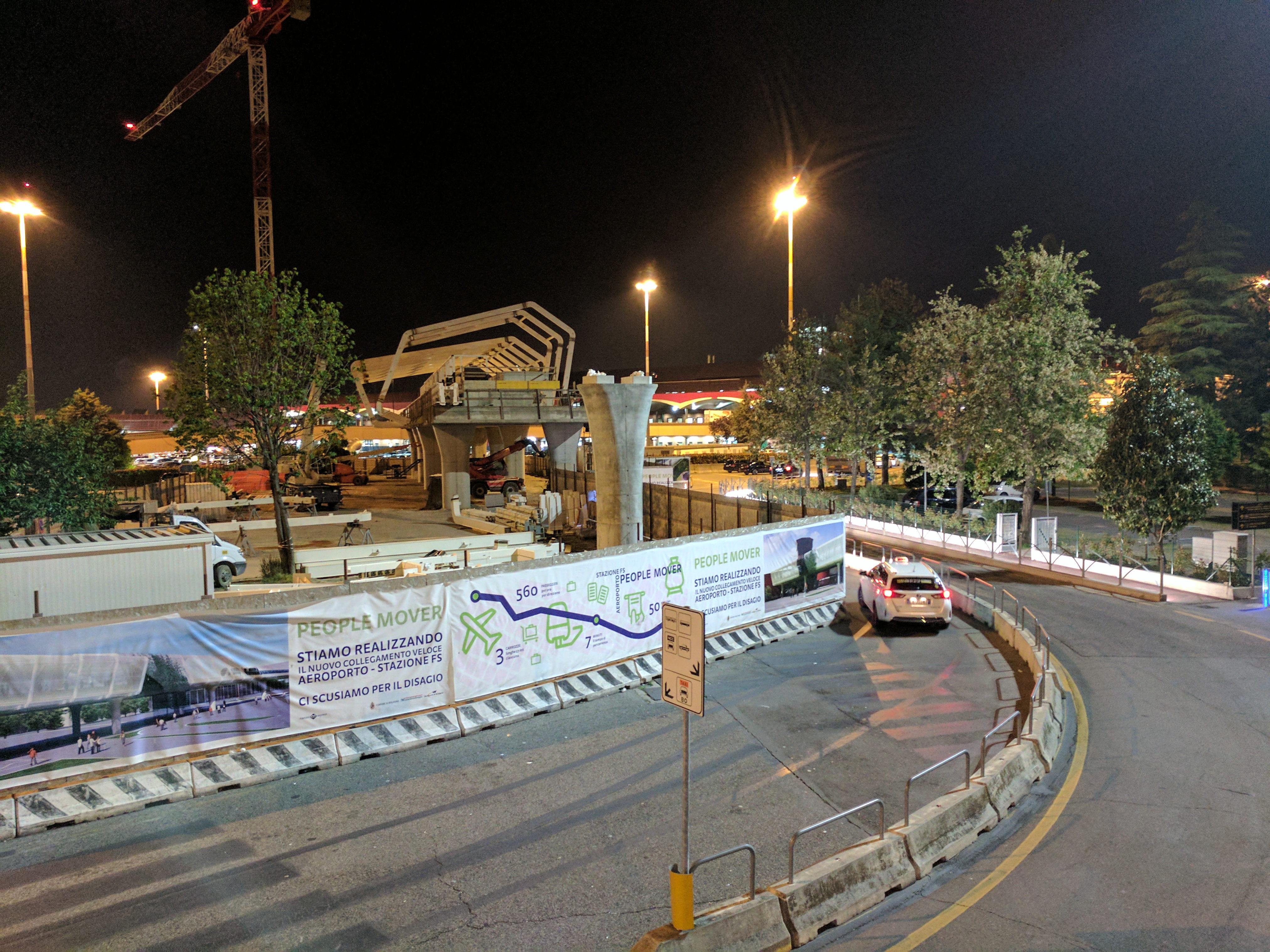
La stazione Aeroporto in fase di costruzione (2017).

Le tre stazioni (Aeroporto, Lazzaretto e Bologna Centrale) sono dotate di ascensori e scale mobili (rampe mobili, nel caso della stazione Aeroporto). Il percorso di accesso alla navetta è privo di gradini e il tragitto dalla stazione di Bologna Centrale al terminal dell'aeroporto Marconi è interamente coperto.
Tutte le tre stazioni sono protette da tornelli in entrata e uscita.
Nelle stazioni sono presenti emettitrici automatiche di biglietti. È inoltre possibile aprire direttamente i tornelli presentando una carta di pagamento contactless (modalità Pay&Go), uno smartphone o un dispositivo con tecnologia NFC (collegato a un sistema di pagamento elettronico quale Apple Pay o Google Pay): il sistema addebita la corretta tariffa in base al tornello di entrata e a quello di uscita, consentendo di usufruire automaticamente della tariffa A/R se il viaggio di ritorno avviene entro 30 giorni.

## Servizio
Il servizio è attivo tutti i giorni dalle 5:40 alle 24. La frequenza è di una corsa ogni 15 minuti negli orari di morbida e una corsa ogni 7' e 30 secondi negli orari di punta.
A bordo treno sono disponibili schermi informativi ed è attiva una rete wifi gratuita. 

### Passeggeri
Nell'estate 2021 il servizio ha fatto registrare una media di 2400 passeggeri al giorno, con un picco giornaliero di 3800 passeggeri (il 13 agosto). 
Dal 1º gennaio al 30 novembre 2022, il servizio ha trasportato mediamente 4024 passeggeri al giorno, per un totale di 1 340 114 passeggeri; il traffico maggiore si è avuto a giugno, con 165 364 passeggeri.
Dal 1º gennaio al 30 novembre 2023, il servizio ha trasportato mediamente 4847 passeggeri al giorno, per un totale di 1 614 164 passeggeri.
Nel 2023, il servizio ha registrato complessivamente 1 730 104 passeggeri.
Nel 2024, i passeggeri sono stati 1.783.735, con una media di 4.874 persone al giorno.

## Materiale rotabile
L'infrastruttura completa e le navette bidirezionali, composte ognuna da due vagoni su ruote gommate lunghe 17 metri, sono state realizzate dall'azienda svizzera Intamin Transportation. Ogni navetta può trasportare fino a 50 passeggeri e può raggiungere una velocità di 70 km/h. La velocità media è di circa 40 km/h, che consente di percorrere i 5,095 km del tracciato in 7 minuti e 20 secondi.
Nelle prime settimane di attività del Marconi Express, conformemente con le normative di contrasto alla pandemia di COVID-19 del 2019-2021, la capienza massima è stata ridotta al 50%, prevedendo un afflusso massimo di 24 passeggeri a vettura (12 passeggeri per ciascuno scomparto della vettura). 

## Costo dell'opera

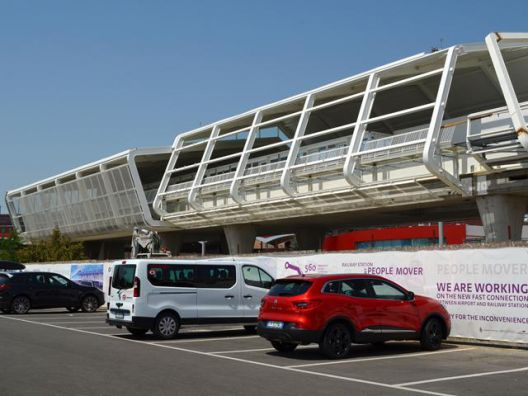
Stazione capolinea del Marconi Express in costruzione all'aeroporto di Bologna (agosto 2017)

L’intera infrastruttura, completa della tecnologia di trasporto, ha richiesto un investimento complessivo di circa 125 milioni di euro di cui 25 apportati dai soci di Marconi Express, 27 di contributo pubblico della Regione Emilia-Romagna, 13 da parte dell’Aeroporto di Bologna, principale fruitore del servizio, con i restanti 60 milioni di euro di finanza di progetto.
La concessione prevede che, in caso di mancato raggiungimento di una soglia minima di passeggeri che varia a seconda dell'anno di esercizio, il Comune di Bologna debba rimborsare al gestore la differenza dei mancati introiti (fino ad un massimo di 1,4 milioni di euro annui). Viceversa, al di sopra di una soglia massima di passeggeri che varia a seconda dell'anno di esercizio, Marconi Express riconosce al Comune di Bologna il 25% dei ricavi oltre tale volume di traffico.

## Malfunzionamenti
Dall'attivazione, l’opera ha registrato frequenti sospensioni del servizio. In un episodio, un'anomalia ha fatto scattare il sistema di sicurezza e ha determinato il fermo di un veicolo, posizionato all'uscita della stazione Lazzaretto, in direzione aeroporto: i passeggeri a bordo sono stati fatti scendere dal veicolo e indirizzati alla stazione stessa percorrendo la passerella di sicurezza a piedi con i propri bagagli. Circolò un video, diventato virale.
Quando il servizio su monorotaia è sospeso, il collegamento tra l’aeroporto e la stazione centrale di Bologna, con fermata intermedia alla stazione Lazzaretto, viene garantito dal servizio sostitutivo tramite bus-navetta, il cui costo è lo stesso di quello del servizio su monorotaia ma i cui tempi di percorrenza sono sensibilmente più lunghi. 
Nel gennaio 2022, il Comune di Bologna, in qualità di concedente dell'opera, ha deciso di non riconoscere alla società Marconi Express il contributo previsto dalla concessione per il mancato raggiungimento del numero minimo di passeggeri, sostenendo che nel primo anno di esercizio la disponibilità del sistema sia stata inferiore al 98%, come definito in sede di gara.

## Procedimenti giudiziari

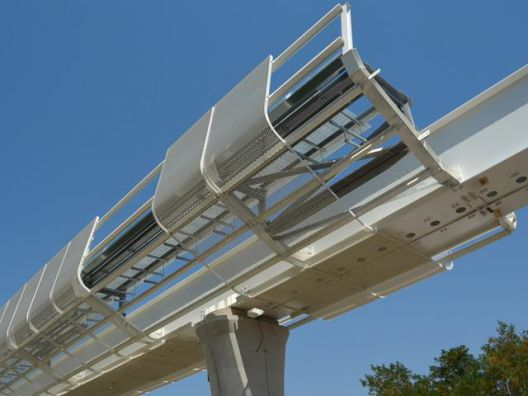
Particolare del viadotto al Lazzaretto (agosto 2017)

Nel 2015 la Corte dei Conti ha aperto un'inchiesta contabile ipotizzando un irregolare mutamento delle condizioni dell'appalto di gara, il quale inizialmente prevedeva la realizzazione dell'infrastruttura solo tramite finanza di progetto, con oneri di costruzione e successiva gestione (con relativo rischio d'impresa) a carico di soli soggetti privati. Tuttavia, dopo l'aggiudicazione dell'appalto di costruzione avvenuta nel 2009, il consorzio CCC fondò nel 2010 una società a capitale misto (di cui era titolare al 75%, mentre il restante 25% era di ATC, diventata successivamente Tper), alla quale è stata poi delegata la costruzione e gestione dell'infrastruttura. Tale situazione, secondo i magistrati contabili, avrebbe comportato una modifica dei presupposti della gara di affidamento (cioè, se si fosse aggiudicata solo la costruzione e non anche la gestione, l'offerta economica sarebbe stata più conveniente), tale da configurare un danno erariale di circa 14,9 milioni di euro.
Oltre al procedimento contabile, la Procura della Repubblica di Bologna ha avviato due indagini penali: nel primo procedimento (il cui processo si è aperto nell'aprile 2015) sono stati ipotizzati la turbativa d'asta e l'abuso d'ufficio da parte di alcuni funzionari pubblici coinvolti nella procedura di affidamento; nella seconda inchiesta si è indagato per favoreggiamento e abuso d'ufficio.
Tutti gli imputati sono stati assolti in tutti i procedimenti, sia in quello penale sia in quello presso la Corte dei Conti.
Nel gennaio 2022, la Procura di Bologna, dopo un’indagine conoscitiva, ha aperto un fascicolo penale a carico di ignoti per il reato di frode nelle pubbliche forniture “onde verificare la possibile rilevanza penale dei numerosi guasti che hanno caratterizzato il primo anno di esercizio”: il 16 luglio 2022, la Procura ha escluso le ipotesi di rilevanza penale, chiedendo l’archiviazione dell’indagine e demandando alla Corte dei Conti le valutazioni sull'efficienza e sull'adeguatezza della struttura.